# Сийокой
Сийокой (Syokoy) е същество от Филипинската митология.

## Описание
Това същество се изобразява от местните, като висок колкото човек хуманоид, със зелена кожа, подобна на гущеровата.

## Любопитно
Интересното е, че местните жители на Филипините наистина вярват, че то съществува и броди из джунглите и мнозина твърдят, че са го виждали, да обикаля около селата им. Тази вяра на местните жители засилва интереса на криптозоологията към него.